# Rhyparus xanthi
Rhyparus xanthi är en skalbaggsart som beskrevs av Imre Frivaldszky 1883. Rhyparus xanthi ingår i släktet Rhyparus och familjen Aphodiidae. Inga underarter finns listade i Catalogue of Life.